# Dentimargo kawamurai
Dentimargo kawamurai is een slakkensoort uit de familie van de Marginellidae. De wetenschappelijke naam van de soort is voor het eerst geldig gepubliceerd in 1951 door Habe.